# Индийско движение за независимост
С понятието Индийско движение за независимост се обозначават широк кръг от теми, включващи политически организации, философски течения и движения, като общото за тях е стремежът към прекратяване на властта на компанията (Източноиндийската компания) и британската имперска власт в части от Южна Азия. Наблюдават се разнообразни национални и регионални кампании, агитации и усилия, някои ненасилствени, други – не толкова.
Първите организирани бойни движения са регистрирани в Бенгал, но впоследствие те се качват на политическата сцена под формата на масово движение в новообразувания Индийски национален конгрес. Умерените му лидери се стремят единствено към изначалното право да се явяват на изпити в Индийската гражданска служба, както и към повече икономически права за коренното население. В началото на 20 век се забелязва по-радикален подход към политическата независимост, който се изповядва от лидери като Лал, Бал, Пал, Ауробиндо Гош и В.О. Чидамбарам Пилай.
В последните фази от борбата за свобода, започващи от 20-те, Конгресът приема политиката на Мохандас Карамчанд Ганди за ненасилие и гражданска съпротива, Мохамед Али Джина се бори за конституционалните права на малцинствата в Индия, и още няколко кампании се провеждат. Революционери като Субхас Чандра Босе и Бхагат Синг проповядват въоръжена революция за постигането на независимост. Поети като Рабиндранат Тагор и Кази Назрул Ислам използват литературата, поезията и речта като инструмент за политическо самосъзнание. Феминисти като Сароджини Найду и Бегум Рокея защитават еманципирането на индийките и тяхното участие в националната политика. Във Втората световна война кампаниите Вън от Индия (ръководена от Махатма Ганди) и движението на Индийската национална армия (водена от Нетаджи Субхас Чандра Босе), както и други, взимат връх, и в крайна сметка водят до изтеглянето на британците.